# Heinrich Wawra von Fernsee
Heinrich Wawra Ritter von Fernsee (né le 2 février 1831 à Brünn - mort le 24 mai 1881 à Baden) est un médecin de Marine, un chercheur et un botaniste autrichien.